# Sablia serratilinea
Sablia serratilinea là một loài bướm đêm trong họ Noctuidae.